# Jephtha
Jephtha (HWV 70) er et oratorium fra 1751 af Georg Friedrich Händel til en libretto af Thomas Morell, baseret på historien om Jephtha i Dommernes Bog (kapitel 11) og Jephthas sive votum ("Jeptha eller løftet") fra 1554 af George Buchanan. Mens han komponerede Jephtha, var Händel i stigende grad besværet over sit gradvise tab af synet, og Jephta skulle vise sig at blive hans sidste oratorium. I autografpartituret skrev Händel ved slutningen af omkvædet "How dark, o Lord, are thy decrees" følgende: "Nået hertil den 13. februar 1751, ude af stand til at fortsætte på grund af svækket syn på mit venstre øje".
Historien kredser om Jephthas løfte til Herren om at ofre det første væsen, han møder på sin hjemrejse: Han møder sin elskede datter Iphis. I modsætning til den oprindelige bibelske historie, hvor faderen ikke har andet valg end at ofre hende, idet han kun opnår en kort udsættelse, stoppes Jephtha af en engel i oratoriet, og Iphis behøver blot vie sit liv til Herren.
Händels sidste mesterværk blev opført på Covent Garden den 26. februar 1752 med komponisten som dirigent og med en besætning, der indbefattede to operascenens divaer, Giulia Frasi, Händels primadonna siden 1749, og Caterina Galli. Den blev opført uden kulisser eller kostumer, men opdelt i tre akter.
Dette værk huskes primært for det dramatiske recitativ, Deeper, and deeper still, og arien, Waft her, angels, thro' the skies. I det 19. århundrede blev disse to stykker ofte opført ved koncerter, i sammenhæng, som om recitativet gik direkte forud for arien, selvom de to stykker i virkeligheden optræder to forskellige steder i oratoriet.
Værket har også kunnet høres i Danmark, hvor det blev opført scenisk i marts og april 2010 på Det kongelige teater i en iscenesættelse af Katie Mitchell som en co-produktion med Welsh National Opera og English National Opera; Lars Ulrik Mortensen dirigerede gæsteorkestret Concerto Copenhagen.

## Roller
| Rolle                          | Stemmetype  | Originalbesætning, 31. januar 1727 (Dirigent: -) |
| ------------------------------ | ----------- | ------------------------------------------------ |
| Jephtha                        | Tenor       |                                                  |
| Iphis, hans datter             | Sopran      |                                                  |
| Storgé, hans kone              | Mezzosopran |                                                  |
| Zebul, hans bror               | Bas         |                                                  |
| Hamor, forelsket i Iphis       | Alt         |                                                  |
| Engel                          | Sopran      |                                                  |
| Israelitter, præster, jomfruer |             |                                                  |

## Links
- Libretto
- Program Arkiveret 7. april 2007 hos  Wayback Machine fra Boston Cecilia
- Side fra Händels autografpartitur Arkiveret 11. marts 2007 hos  Wayback Machine i British Library
- Uddrag af Jephtha